# Franciscus Portus
Franciscus Portus (Réthimno, illa de Creta (Grècia), 22 d'agost, 1511 - Ginebra (Suïssa), 5 de juny, 1581), fou un hel·lenista italià.
Es va educar a Pàdua i a l'Escola de Joves Grecs, de Venècia, establiment del qual en va ser director durant algun temps. El 1536 es va traslladar a Mòdena, on per espai de sis anys es va dedicar a l'ensenyament del grec. L'any 1546 es trobava establert a Ferrara; allí va cuidar de l'educació del fill de la duquessa Renata de França, i em marxar aquesta a la seva pàtria, Portus, que havia professat el protestantisme, es va veure perseguit, i va fixar la seva residència a Ginebra. Va escriure:
- Annotationes in aphthonicum, Hermogenem et Dionysium Longinum (1569);
- Commentaria in Pindari carmina (1583);
- Imomnes Sophoclis tragaedias prolegomena (1584),
- Annotationes in varía Xenophontis opuscula et Thucydidem (1586);
- Notae in Aristotelis rhetoricam (1598), obres quasi totes elles pòstumes;
- Una traducció dels Himnes (Ὕμνοι) de Sinesi, unes correccions á la Antologia grega, notes als Discursos de Demòstenes, un escrit de polèmica religiosa, Réponse aux lettres difamatoires de Pierre Charpentier, contra els assassinats d'agost de 1572/73, etc...Portus havia esta membre de l'Acadèmia dels Filaxeti.

El seu fill Émile (1550-1610), va seguir la mateixa carrera que ell (hel·lenista i pedagog de l'idioma grec).